# Chéronne
Die Chéronne ist ein kleiner Fluss in Zentral-Frankreich, der im Département Sarthe der Region Pays de la Loire nordöstlich der Stadt Le Mans verläuft.

## Geografie

### Verlauf
Die Chéronne entspringt im Gemeindegebiet von Saint-Georges-du-Rosay, verläuft generell Richtung Südsüdost und mündet nach rund 15 Kilometern im Gemeindegebiet von Tuffé Val de la Chéronne als rechter Nebenfluss in die Huisne. Bei Tuffé wird die Chéronne zu einem See aufgestaut, der auch als Freizeitzentrum betrieben wird. Im Mündungsabschnitt quert sie die Autobahn A11 und die Bahnstrecke Paris–Brest.

### Orte am Fluss
(Reihenfolge in Fließrichtung)
- Pendloup, Gemeinde Saint-Georges-du-Rosay
- Saint-Georges-du-Rosay
- Les Brosses, Gemeinde Saint-Georges-du-Rosay
- Saint-Denis-des-Coudrais
- Chéronne, Gemeinde Tuffé Val de la Chéronne
- Tuffé, Gemeinde Tuffé Val de la Chéronne
- Saint-Hilaire-le-Lierru, Gemeinde Tuffé Val de la Chéronne
- La Béguinière, Gemeinde Tuffé Val de la Chéronne

## Sehenswürdigkeiten
- Château de Chéronne, Schloss mit Ursprüngen aus dem Mittelalter am Flussufer – Monument historique[4]

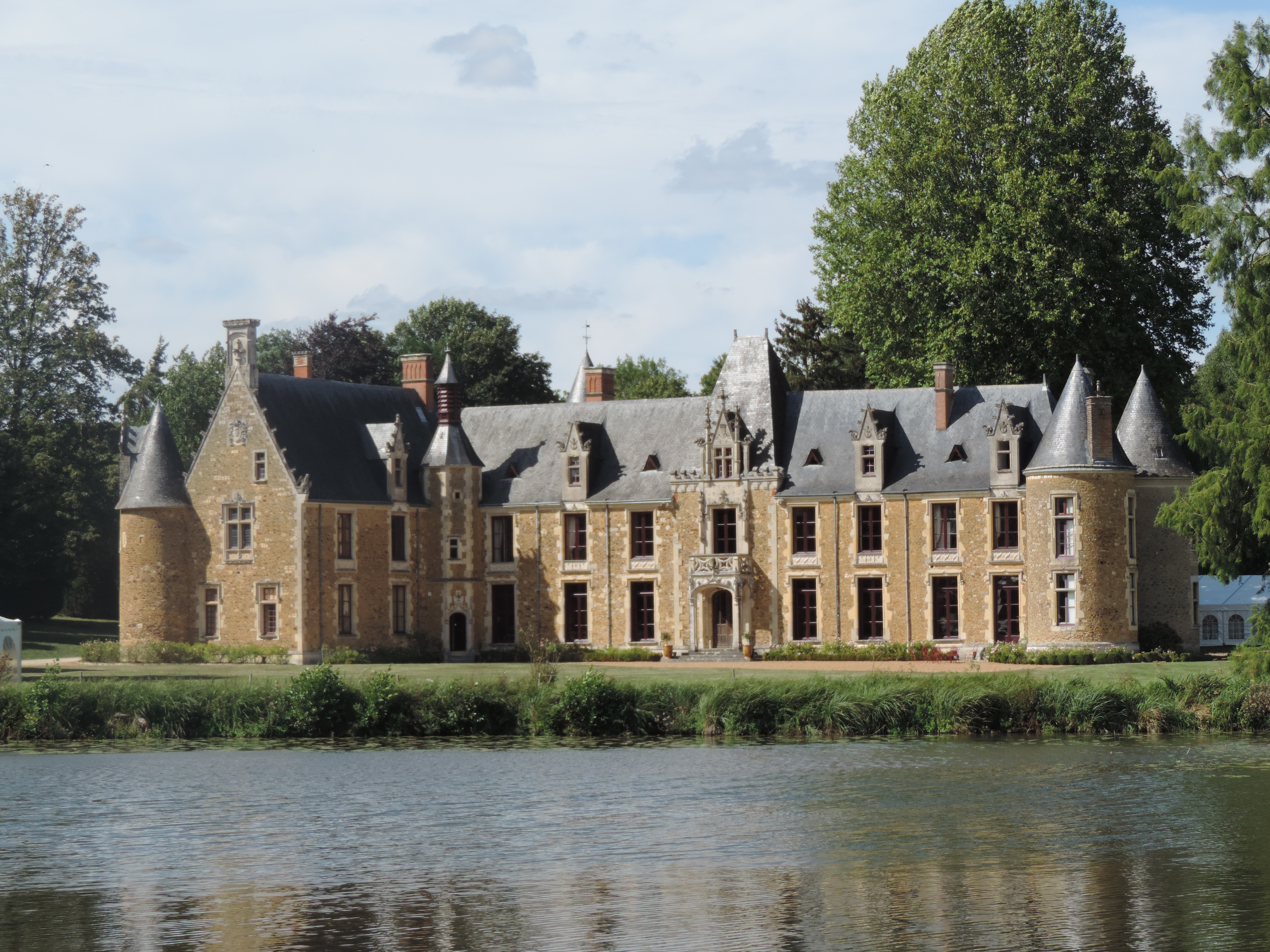
Château de Chéronne